# بحار مجهولة (فلم 1921)
بحار مجهولة (بالإنجليزية: Uncharted Seas) فيلم رومانسي أمريكي صامت، عرض عام 1921 من إخراج ويسلي روجليس وبطولة رودلف فالنتينو، كارل جيرارد.

## روابط خارجية
- بحار مجهولة على موقع IMDb (الإنجليزية)
- بحار مجهولة على موقع أول موفي (الإنجليزية)
- بحار مجهولة على موقع قاعدة بيانات الفيلم (الإنجليزية)
- بحار مجهولة على موقع ليتربوكسد (الإنجليزية)
- بحار مجهولة على موقع كينوبويسك (الروسية)